# Immeuble Chemetov
L'immeuble Chemetov est un immeuble d'habitation construit à Courcouronnes entre 1983 et 1984 sur les plans de l'architecte Paul Chemetov. Il est démoli en 2015 après de nombreux débats et désaccords entre l'architecte (qui a porté une action en justice), la mairie (et la communauté d’agglomération) et plusieurs associations de défense du patrimoine.

## Histoire
En 2009, l'agence nationale de rénovation urbaine prévoit la création d'un éco-quartier rassemblant 850 logements et, menaçant ainsi l'immeuble de démolition. En 2012, vingt-cinq architectes dont Jean Nouvel, Marc Mimram, Dominique Perrault, Rudy Ricciotti, Adrien Fainsilber, Roger Taillibert se mobilisent pour défendre l'édifice. La pétition permet de relancer la question de la protection du patrimoine architectural du vingtième siècle. La pétition rappelle notamment que d'autres bâtiments du mouvement moderne sont menacés ou ont déjà été démolis,.
Pour le maire Stéphane Beaudet, le bâtiment est un « mur-écran dans le paysage ». Le ministre chargé de la Ville François Lamy ne soutient pas non plus l'architecture de l'édifice face à la menace de la démolition. En 2013, Paul Chemetov qui porte une action en justice pour empêcher la démolition rappelle que « dépenser 7 millions d'euros pour détruire des logements sociaux, c'est du gâchis d'argent public, ce n'est plus pensable aujourd'hui ». Néanmoins, plusieurs habitants ne soutiennent pas la qualité architecturale de l'immeuble,. Pour Cédric Jobelot, l'avocat de la communauté d'agglomération Évry Centre Essonne, la forme de l'immeuble cloisonne le quartier et rend difficiles les accès aux forces de l'ordre, tout en favorisant la vente de drogue ou d'armes,.
Le 16 octobre 2013, la cour d'appel du tribunal de Paris rend son verdict et autorise la démolition arguant notamment qu'elle est « légitime et proportionnée au regard du droit moral de l’architecte s’agissant d’un bâtiment à vocation utilitaire et non pas purement esthétique, qui n’assurait plus des conditions de vie sereine à ses habitants ». Selon ces derniers, très peu regrettent la disparition de l'édifice, certains interrogés dont un buraliste notent que « cela va ouvrir le quartier, le désenclaver, lui donner beaucoup plus de clarté, et amener une autre population ». En ce qui concerne l’esthétique du bâtiment, les habitants ne sont en général pas favorables à sa conservation selon France Bleu et batiactu.com.
Jean Nouvel et Dominique Perrault comme d'autres architectes signent une pétition opposée au projet de démolition et intitulée « Faut-il démolir le patrimoine du XXe siècle ? ».
Le 13 août 2015, après avoir été désamianté, le chantier de démolition commence,.

## Structure
Le bâtiment forme un « L ». Il est constitué de quatre-vingt-deux logements de type habitation à loyer modéré,.